# Sigma Geminorum
Désignations
Sigma Geminorum (en abrégé σ Gem) est une étoile binaire de quatrième magnitude de la constellation zodiacale des Gémeaux, située à seulement un degré au nord-ouest de la brillante Pollux. Le système présente une parallaxe annuelle de 26,08 mas mesurée par le satellite Hipparcos, ce qui indique qu'il est distant de ∼ 125 a.l. (∼ 38,3 pc) de la Terre. Il s'en éloigne à une vitesse radiale héliocentrique de +44 km/s.
Sigma Geminorum est une binaire spectroscopique à raies simples, ce qui signifie que seul le spectre de l'une de ses composantes peut être discerné. Il s'agit également d'une étoile variable de type RS Canum Venaticorum dont la magnitude apparente varie entre 4,13 et 4,29, le tout avec une période de 19,6 jours, qui correspond à la période orbitale. La courbe de lumière montre une possible variation ellipsoïdale, la composante primaire remplissant en partie son lobe de Roche en raison de l'interaction gravitationnelle entre les deux étoiles.
La composante visible est une étoile géante rouge évoluée de type spectral K1 III. Sa rotation est relativement rapide pour une étoile géante, montrant une vitesse de rotation projetée de 26,2 km/s, et une période de rotation de 19,47 jours. Cette vitesse est maintenue par l'effet de marée que s'exercent les deux étoiles. La surface de la primaire possède de grandes taches stellaires qui sont verrouillées sur la face orientée vers la composante secondaire. Ces taches semblent migrer en direction des pôles à une vitesse moyenne de 0,12 ± 0,03 km/s. De plus, l'activité de surface de l'étoile en fait une source lumineuse de rayons X, d'une luminosité de 119,41 × 1029 ergs s-1. Il existe également des indices d'une rotation différentielle anti-solaire.
L'étoile primaire est 1,28 fois plus massive que le Soleil, mais son rayon s'est étendu de telle sorte qu'il est 10,1 fois plus grand que le rayon solaire. Elle est 39 fois plus lumineuse que le Soleil et sa température de surface est de 4 571 K. Elle est âgée d'approximativement cinq milliards d'années. L'étoile secondaire fait quant à elle 73 % de la masse du Soleil.